# Bomarea ovallei

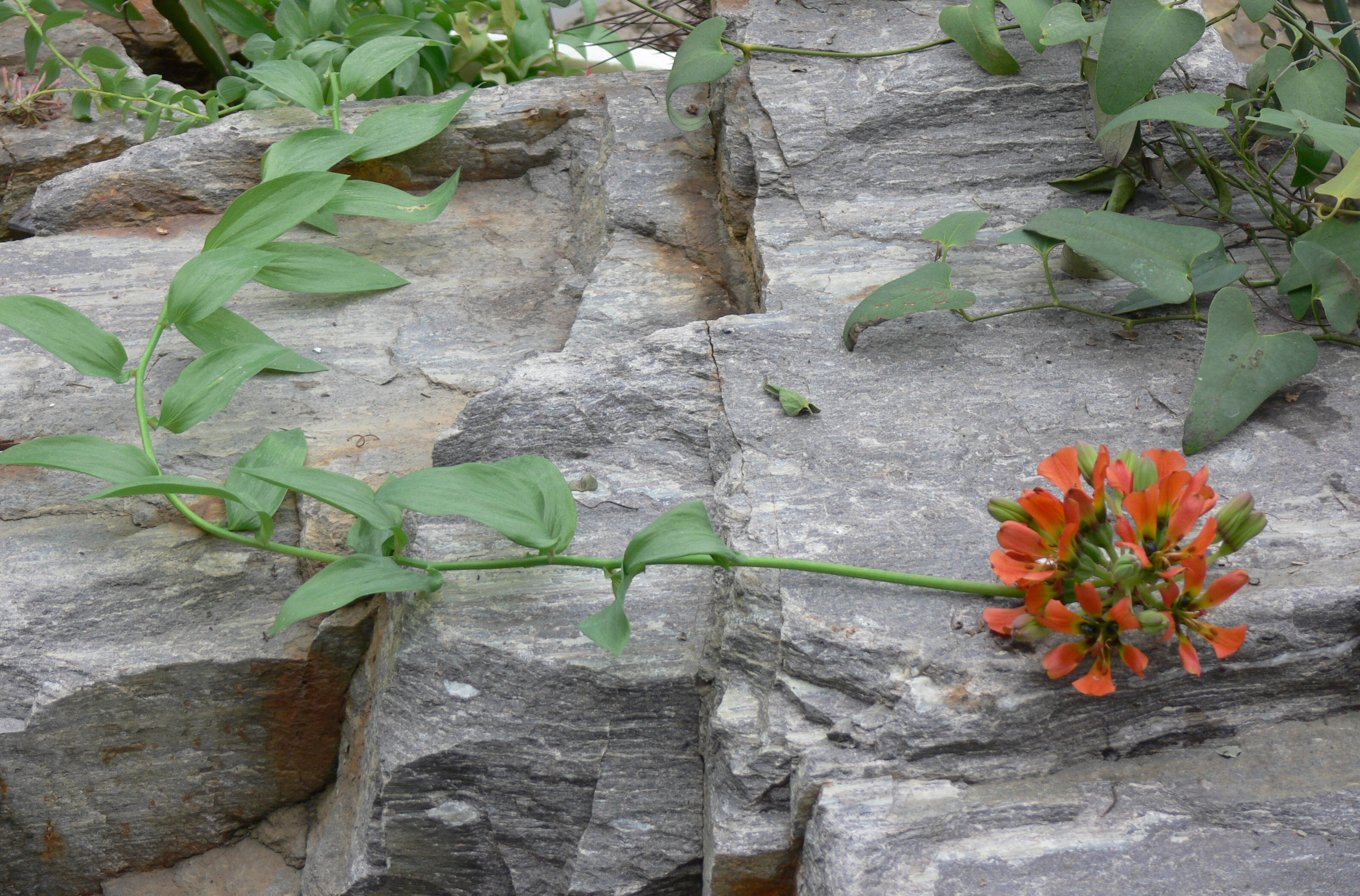
Bomarea ovallei

Bomarea ovallei es una especie endémica de Chile perteneciente a la familia de las Alstroemeriáceas. Habita suelos pedregosos, a pleno sol, en una restringida área costera, cercana a la localidad de Carrizal Bajo. Posee flores rojas o, más raramente amarillas, reunidas en llamativas inflorescencias de hasta 10 cm de diámetro. Esta especie es conocida como "garra de león" o "mano de león". Es una especie en peligro por su distribución restringida y porque sus tubérculos son alimento de guanacos y otros animales introducidos en su hábitat natural. Presenta un gran potencial como especie ornamental.

## Descripción
Son plantas herbáceas, perennes, presentan un rizoma engrosado y tallos gruesos tendidos en el suelo, los cuales alcanzan hasta 2 m de longitud. Las hojas son opuestas o verticiladas, torcidas en 180°, con el borde sinuado, de forma oval-lanceoladas y con el ápice agudo. Las flores son hermafroditas, rojas o amarillas (raramente) y se hallan reunidas en inflorescencias terminales que alcanzan hasta 10 cm de diámetro. Cada flor mide cerca de 2 cm y se compone de 6 tépalos, 6 estambres y un gineceo de ovario súpero. El fruto es una cápsula.

## Taxonomía
Fue clasificada originalmente como Leontochir ovallei, dentro de su propio género monotípico Leontochir. En el año 2000 fue transferida al género Bomarea como Bomarea ovallei (Phil.) Ravenna.
Bomarea ovallei fue descrita por (Phil.) Ravenna, y publicado en Onira 5: 45. 2000.
Etimología
Bomarea: nombre genérico que está dedicado al farmacéutico francés Jacques-Christophe Valmont de Bomare (1731-1807), que visitó diversos países de Europa y es autor de “Dictionnaire d’ histoire naturelle” en 12 volúmenes (desde 1768).
ovallei: epíteto
Sinonimia
- Leontochir ovallei Phil.
- Alstroemeria ovallei (Phil.) Hunz.
- Bomarea ovallei f. albiplumbea Ravenna
- Bomarea ovallei f. lutea Ravenna[5]